# Raddiella esenbeckii
Raddiella esenbeckii là một loài thực vật có hoa trong họ Hòa thảo. Loài này được (Steud.) C.E.Calderón ex Soderstr. miêu tả khoa học đầu tiên năm 1980.